# 小行星85770
1998 UP1 是一顆接近地球的阿登型小行星，軌道週期接近與地球1:1的共振。

## 軌道
1998 UP1的軌道週期為364.48 日，非常接近與地球1:1的共振軌道週期。雖然這些小行星的週期幾乎都完全一樣，但是它們的軌道有很大的差別。 1998 UP1的軌道有高離心率，因此一年中的距離會在0.65天文單位至1.35天文單位之間變化著；它也有高達33度的軌道傾角。  起初認為1998 UP1 的週期比一年稍長一點，造成以錯誤的35度傾角去預測位置；他被選擇為優先在發現的目標，並且在1999年10月12日被卡馬里奧天文臺再發現。

## 外部連結
- 小行星85770 at the JPL Small-Body Database 
  - Close approach · Discovery · Ephemeris · Orbit diagram · Orbital elements · Physical parameters

- MPEC 1998-U17 （页面存档备份，存于）
- MPEC 1999-T52 （页面存档备份，存于）